# Уссаковский, Иван Константинович
Иван Константинович Уссаковский (13 июля 1860, Дисна, Виленская губерния — 1935, Болшево, Московская область) — российский фотограф, работавший вместе с супругой Марией Михайловной в своей «Фотографии М.М. Уссаковской» в Тобольске.

## Биография
Иван родился 13 июля 1860 года в Дисненском уезде Виленской губернии в семье священника Константина Ивановича Уссаковского (1832—20.04.1875), служившего в Заборской церкви Глубокского благочиния православного прихода святителя Николая. Братья Михаил (1855—?), Антоний Константинович Уссаковский (1867—?, прадед по бабушке со стороны отца певца Андрея Макаревича) и Константин, и сёстры Варвара и Софья.
Учёбу закончил в  Дисненском уездном училище в 1876 году, где народным наставником работал его отец Константин Иванович в 1862—1875 годах. По окончании училища поступил в Учительский институт в Вильне, но высшего образования не получил. А был зачислен в ратники ополчения в 1882 году.

### Переезд в Тобольск
Старшего брата Михаила Константиновича Уссаковского, ранее осужденному 14 марта 1880 года и 27 февраля 1881 года, Витебская соединенная палаты уголовного и гражданского суда 27 июня 1881 года по совокупности преступлений за три кражи с подобранным ключом на сумму менее 300 рублей каждая и проживательство по чужим документам осудила к лишению всех особенных прав и преимуществ и к ссылке в Тобольскую губернию. Однако, в Тобольске он устроился письмоводом и имел достойное жалование.
Иван Константинович в связи с тяжёлым материальным положением в семье прибыл к брату в 1884 году на заработки. 10 мая 1884 года устроился в штат 3-го отделения Тобольского губернского правления, 9 июля 1884 года стал помощником столоначальником, а 18 июля 1884 года уже являлся столоначальником 3-го отделения Тобольского губернского правления. На данной должности заведовал делопроизводством попечительства над тобольским исправительным арестантским отделением, проводил ревизию инородческих хлебозапасных магазинов, имеющихся в Березовском и Тобольском округах Тобольской губернии в 1884—1885 годах.

### Фотограф-любитель
Иван Константинович увлёкся фотографией. Активно снимал пейзажи Тобольска, подписываясь на фотографиях как «Фотограф-любитель И. К. Уссаковский». 27 июля 1886 года снимал общей молебен по случаю 300-летия Тобольска. На снимках 1892 года — церковь Захария и Елизаветы на Базарной площади в нижней части Тобольска и Царские врата в Никольском приделе церкви Рождества Богородицы (Ильинская).
Зимой 1893 года женился на Марии Михайловне, дочери своего начальника председателя Тобольского губернского правлении статского советника Михаила Михайловича Петухова. Вместе с женой, которая в преданное от отца получает собственный дом на улице Абрамовской 27, открыли «Фотографию М.Уссаковской» в Тобольске с 9 июля 1894 года.
8 декабря 1894 года у них родилась дочь Нина, а 20 сентября 1894 года был назначен на должность младшего делопроизводителя Тобольского управления государственными имуществами, а с августа 1895 года заведовал лесным делопроизводством управления.
Иван Константинович во время уральской экспедиции Д. И. Менделеева в село Верхние Аремзяны 3 июля 1899 года сопровождал Менделеева, где сделал серию снимков. Комплект видовых открытых писем Фотоателье М.Уссаковской были использованы в книге «Уральская железная промышленность в 1899 году» (изображения Прямского взвоза в Тобольске, дом купцов Корниловых, здание старой мужской гимназии).
Был выборным представителем Тобольской городской думы в 1910—1918 годах, членом ревизионной комиссии Тобольского общественного собрания, агентом местного филиала страхового общества «Русское».

### Переезд в Болшева
12 января 1929 года Уссаковские были лишены избирательного права. Мария Михайловна пыталась восстановить свои права, но в июне 1931 года ей было окончательно отказано. 20 января 1932 года Тобольский горсовет принял решение в помещении фотоателье М. Уссаковской открыть фотографию Инвалидной кооперации, к которой перешло всё фотооборудование Уссаковских. В 1932 году Иван Константинович и Мария Михайловна покинули Тобольск и переехали со своим младшим сыном Виктором (28.09.1911—02.06.1981) в подмосковное Болшево. Иван Константинович умер в 1935 году и был похоронен на местном кладбище, на месте которого теперь находится жилой микрорайон Королева. Мария Михайловна Уссаковская умерла в 1947 году и была похоронена на Донском кладбище города Москвы.